# 이라크의 재외공관 목록

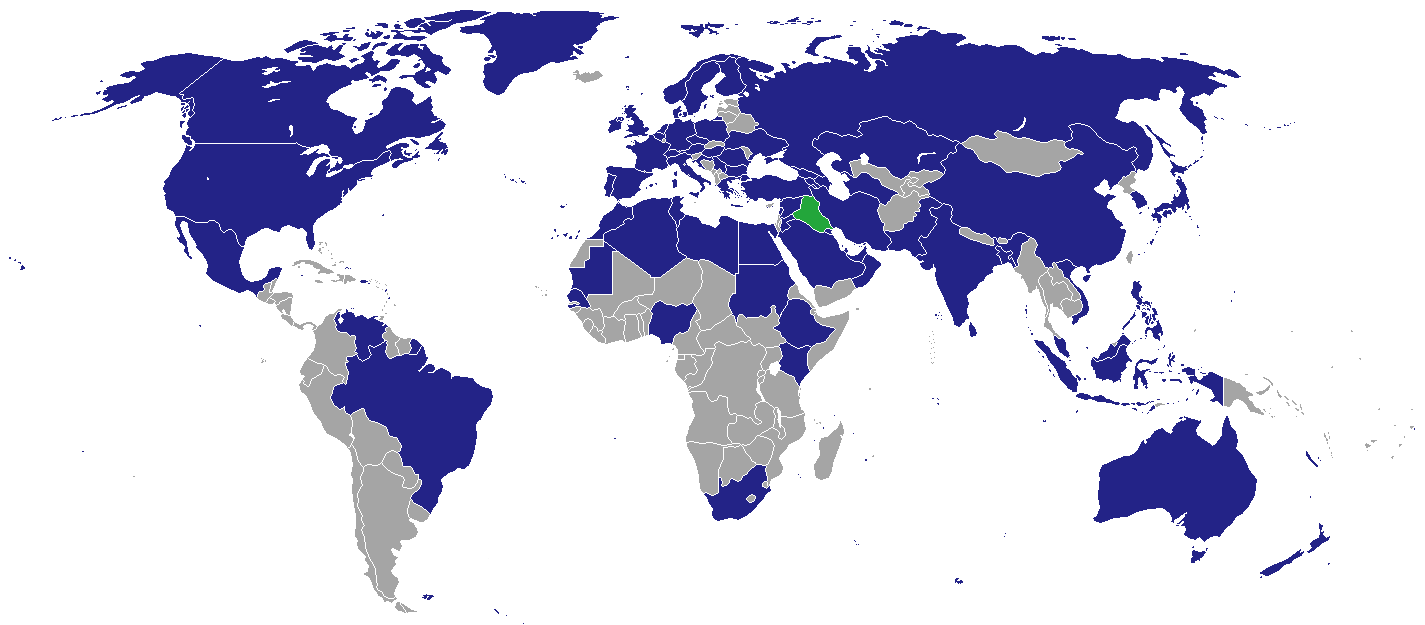
이라크의 재외공관

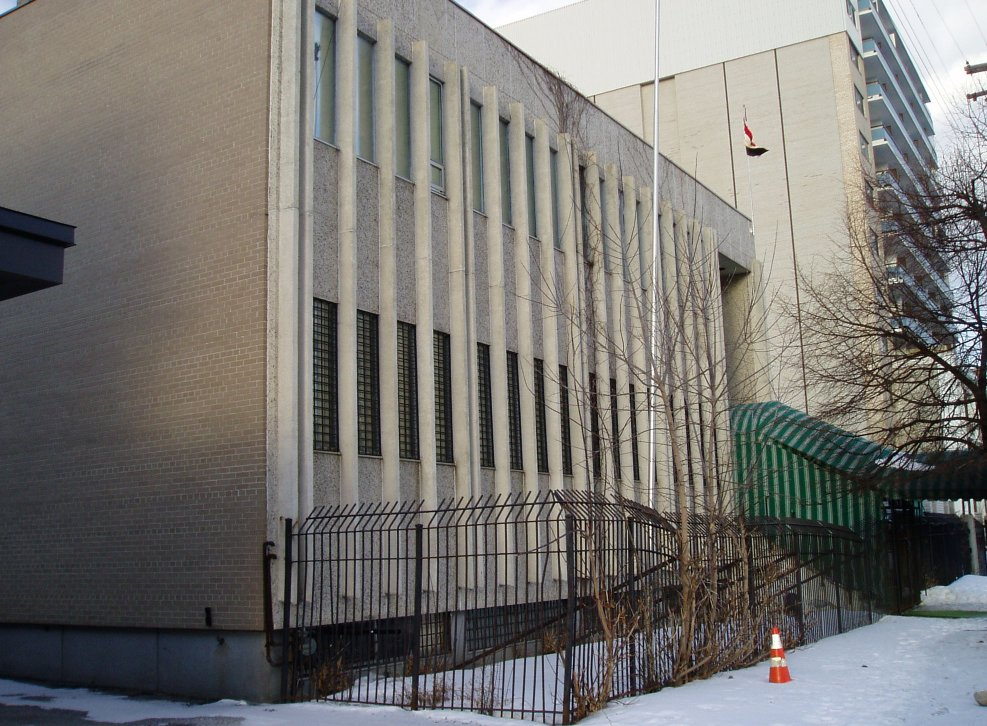
오타와 주재 이라크 대사관

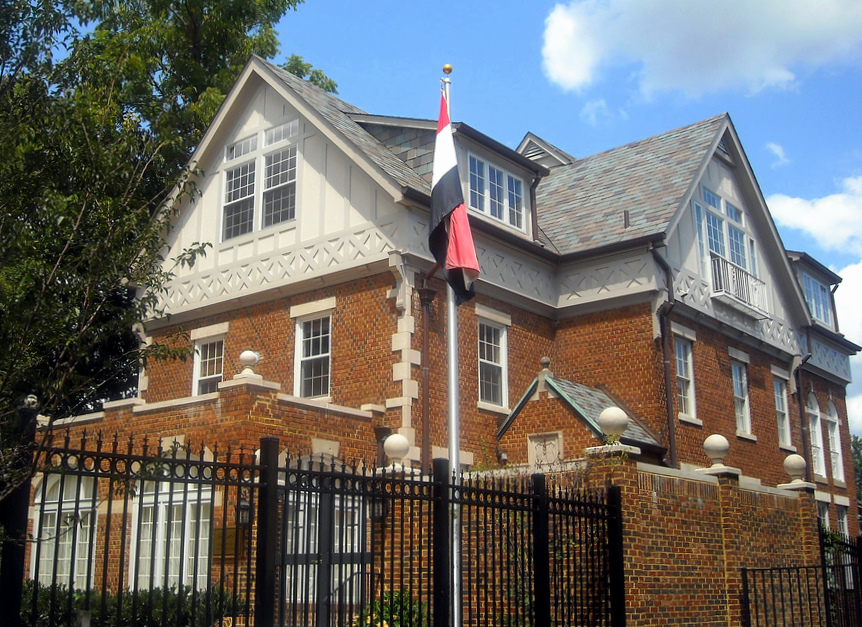
워싱턴 D.C. 주재 이라크 대사관

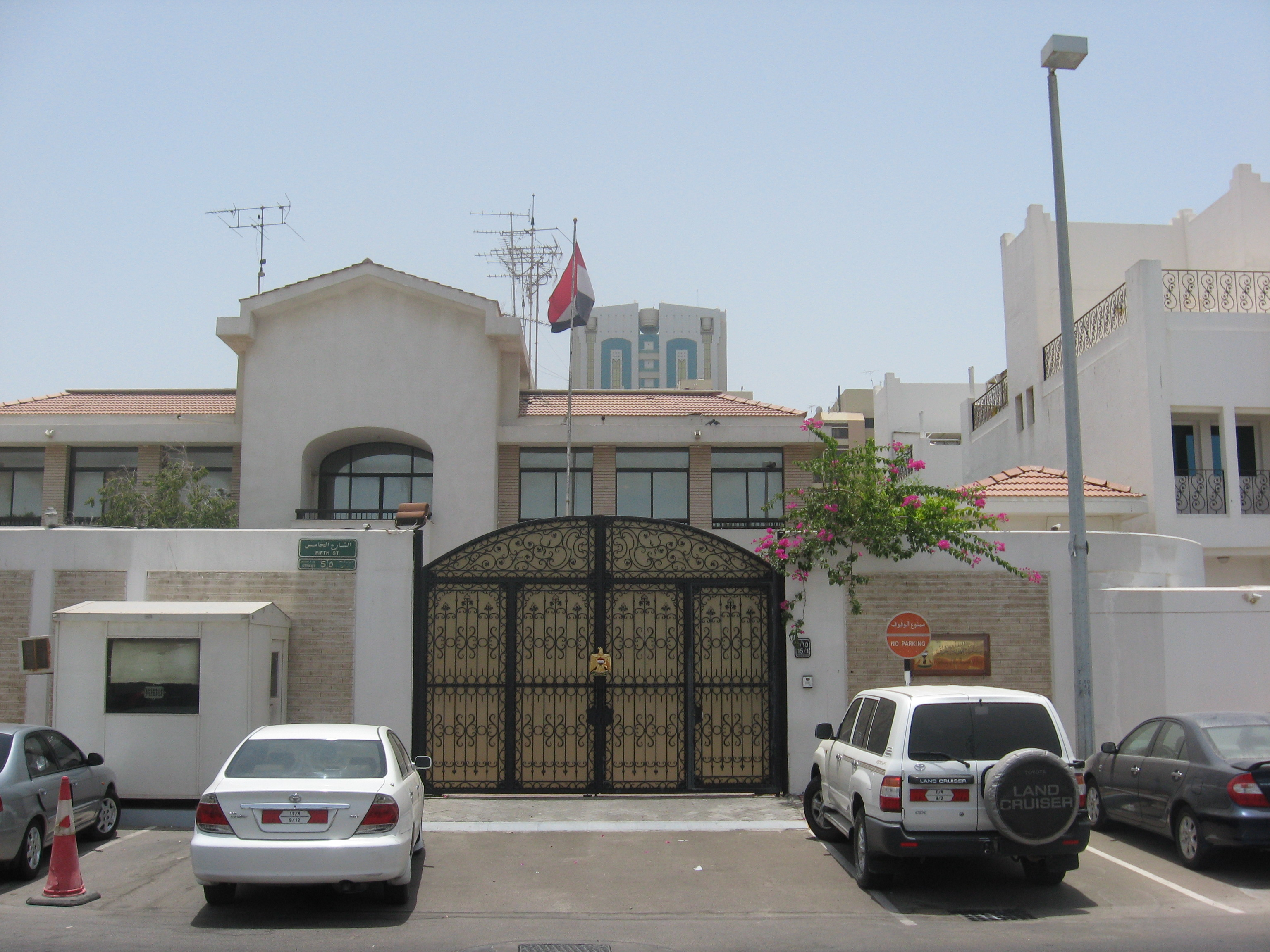
아부다비 주재 이라크 대사관

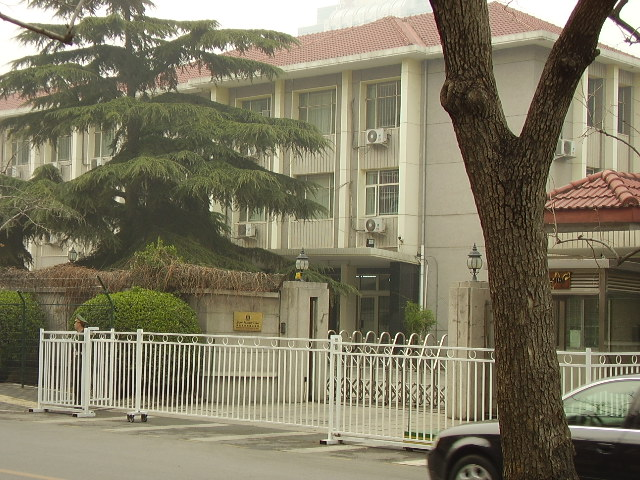
베이징 주재 이라크 대사관

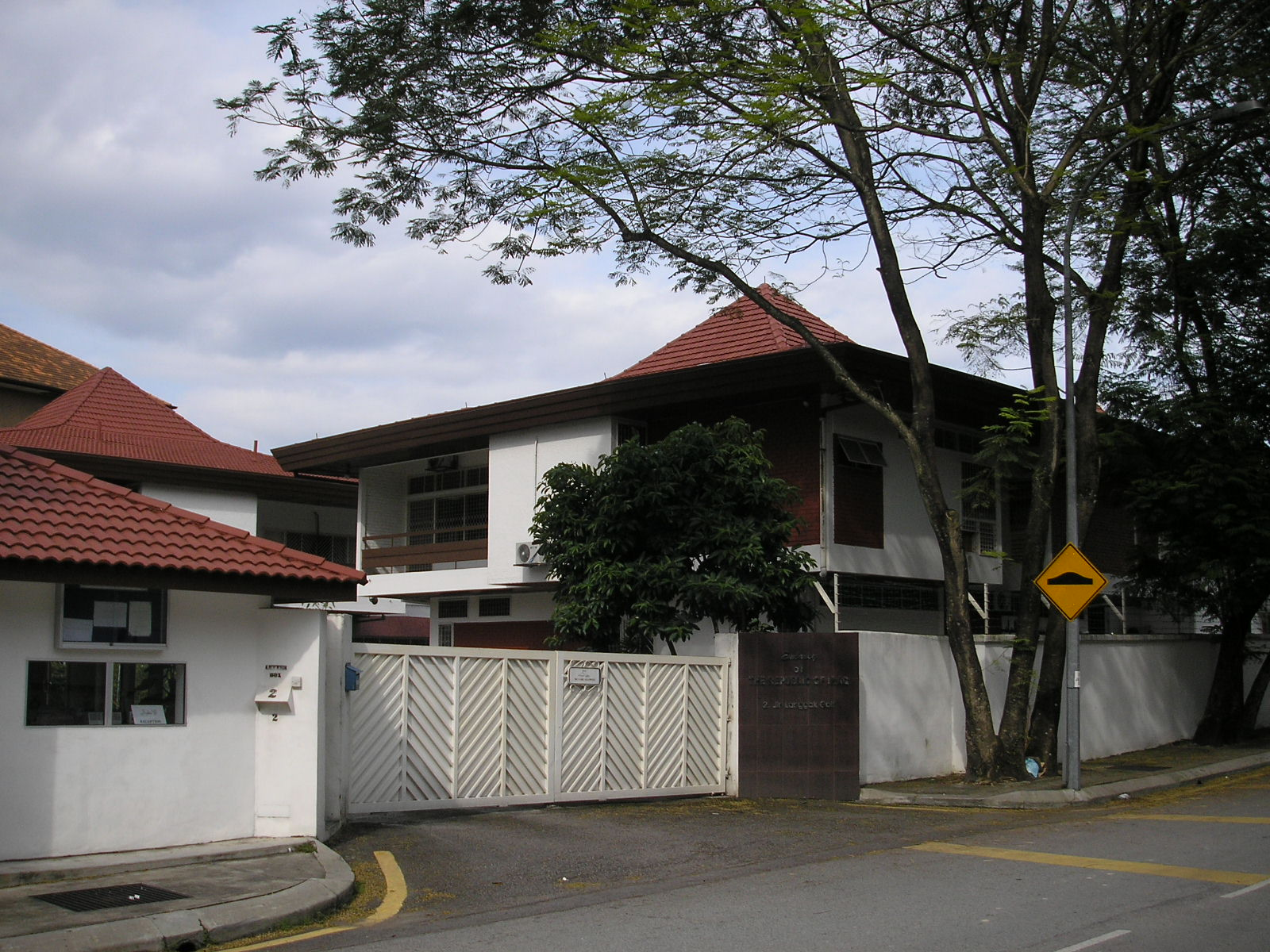
쿠알라룸푸르 주재 이라크 대사관

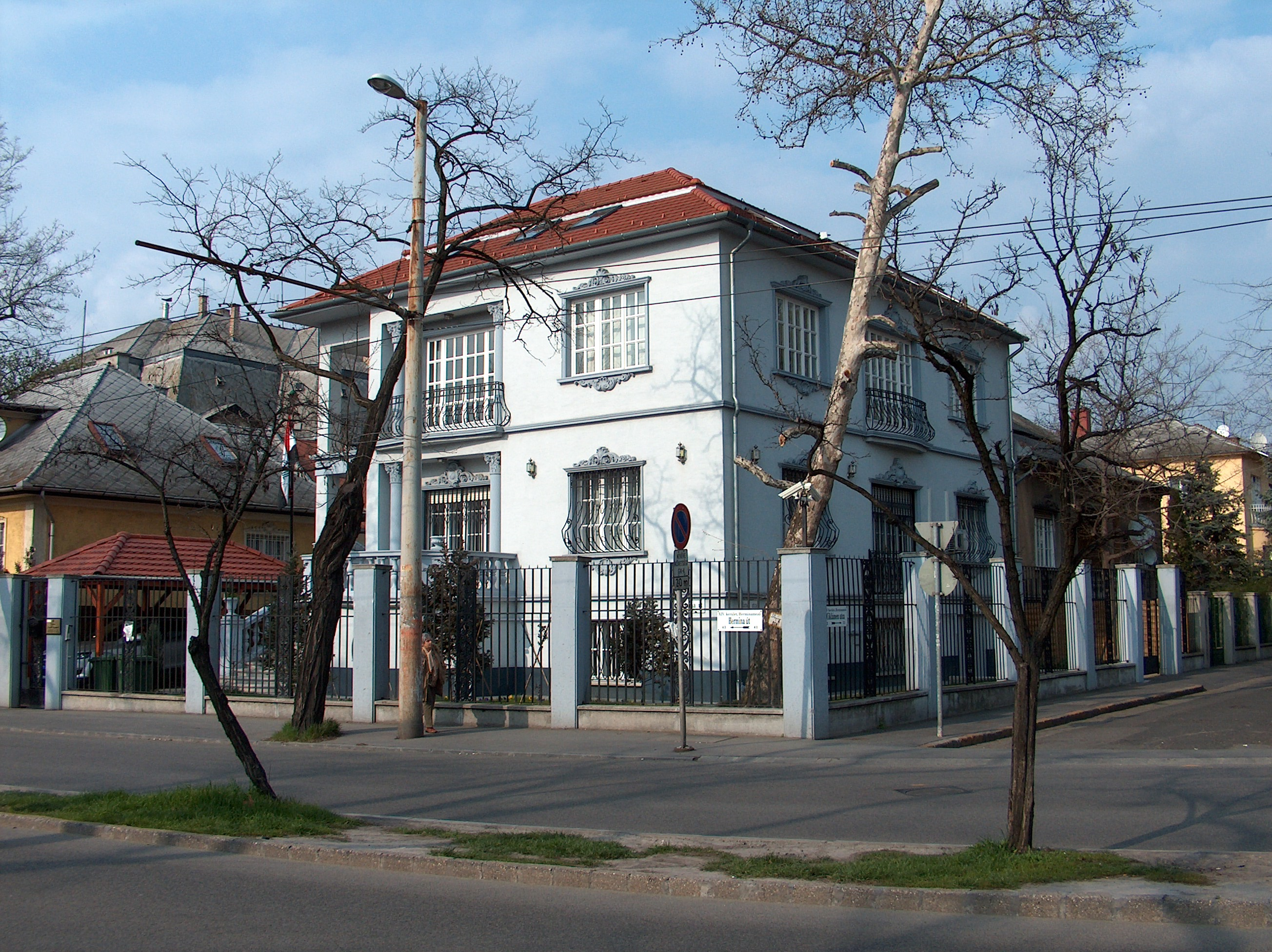
부다페스트 주재 이라크 대사관

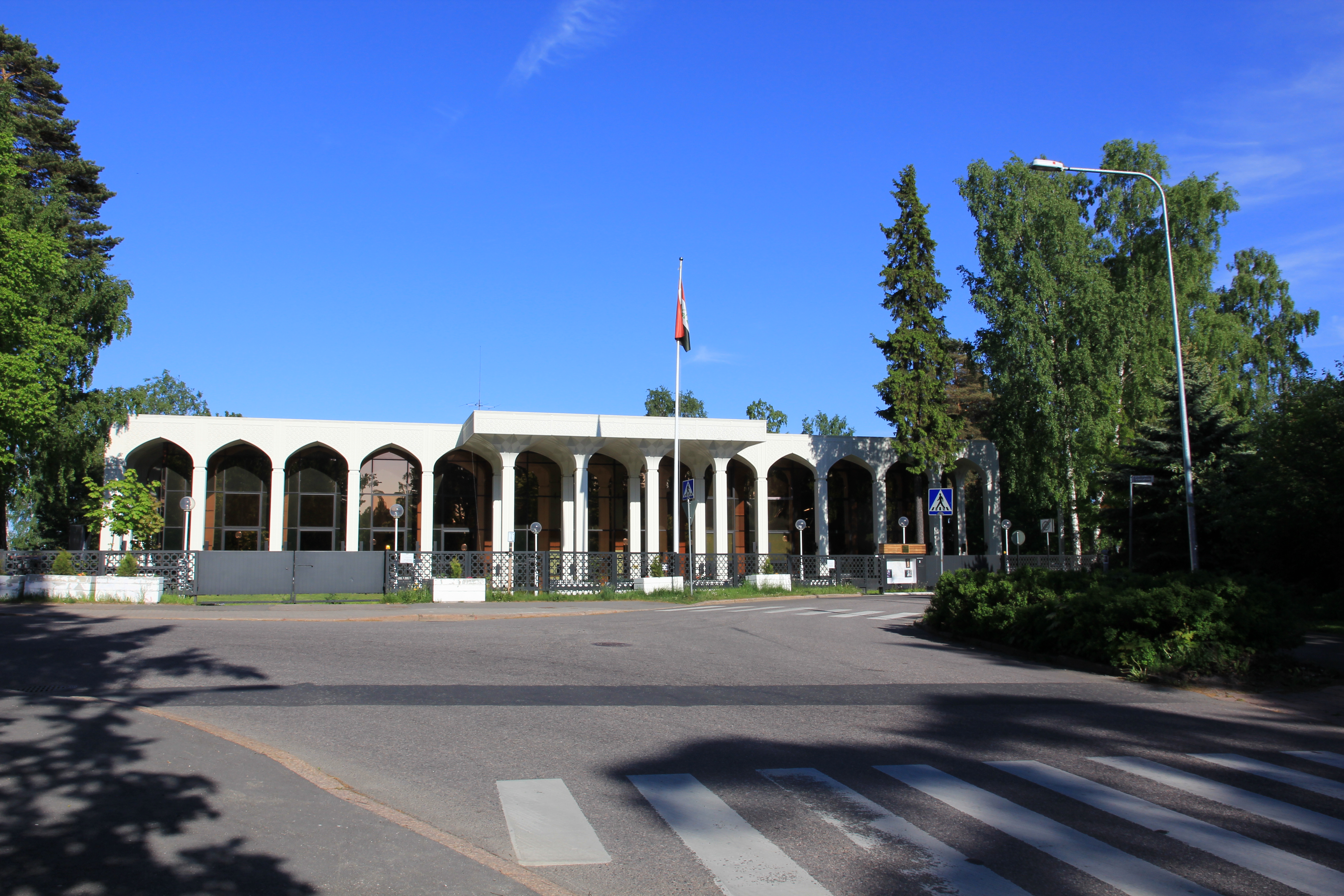
헬싱키 주재 이라크 대사관

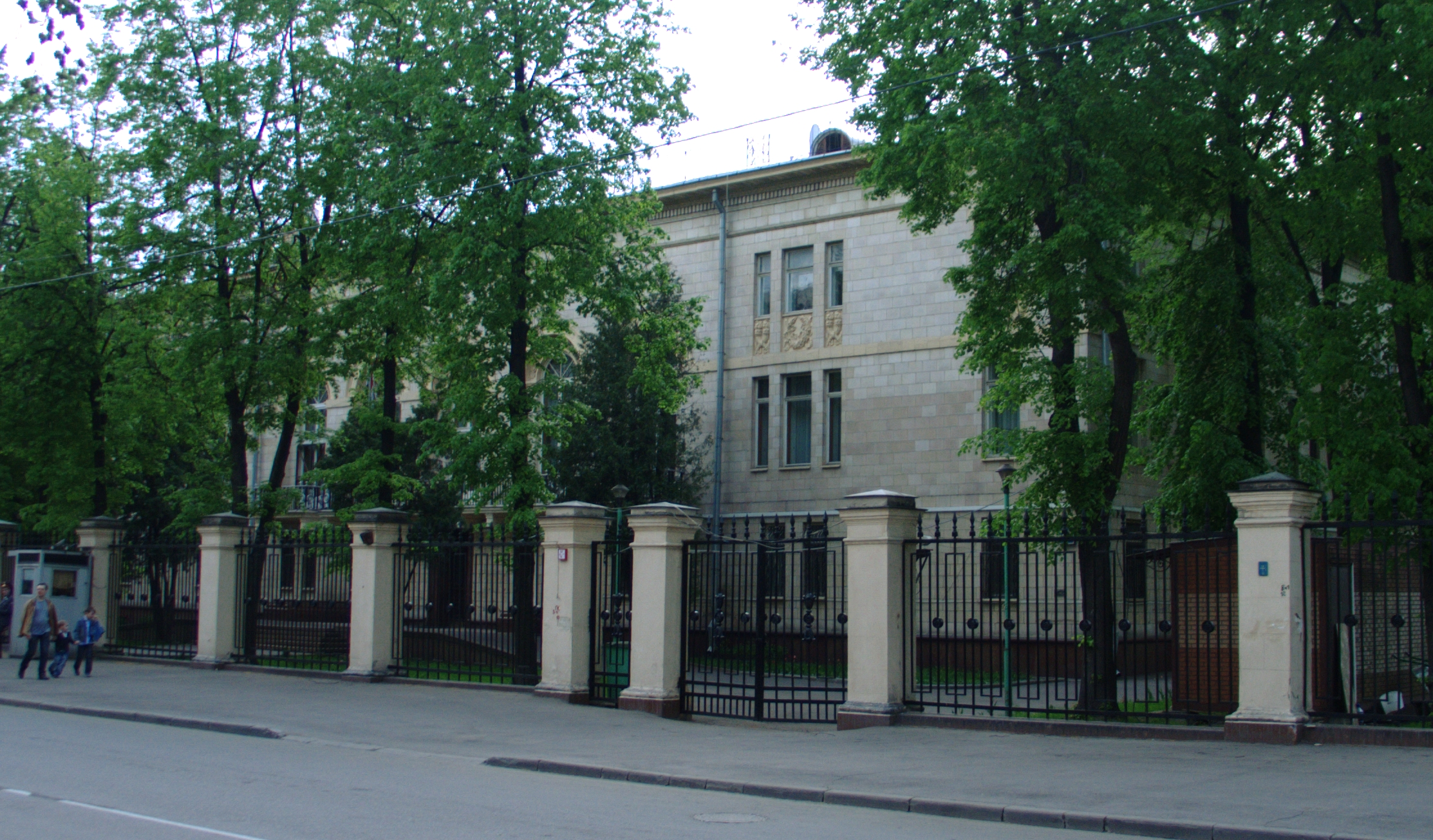
모스크바 주재 이라크 대사관

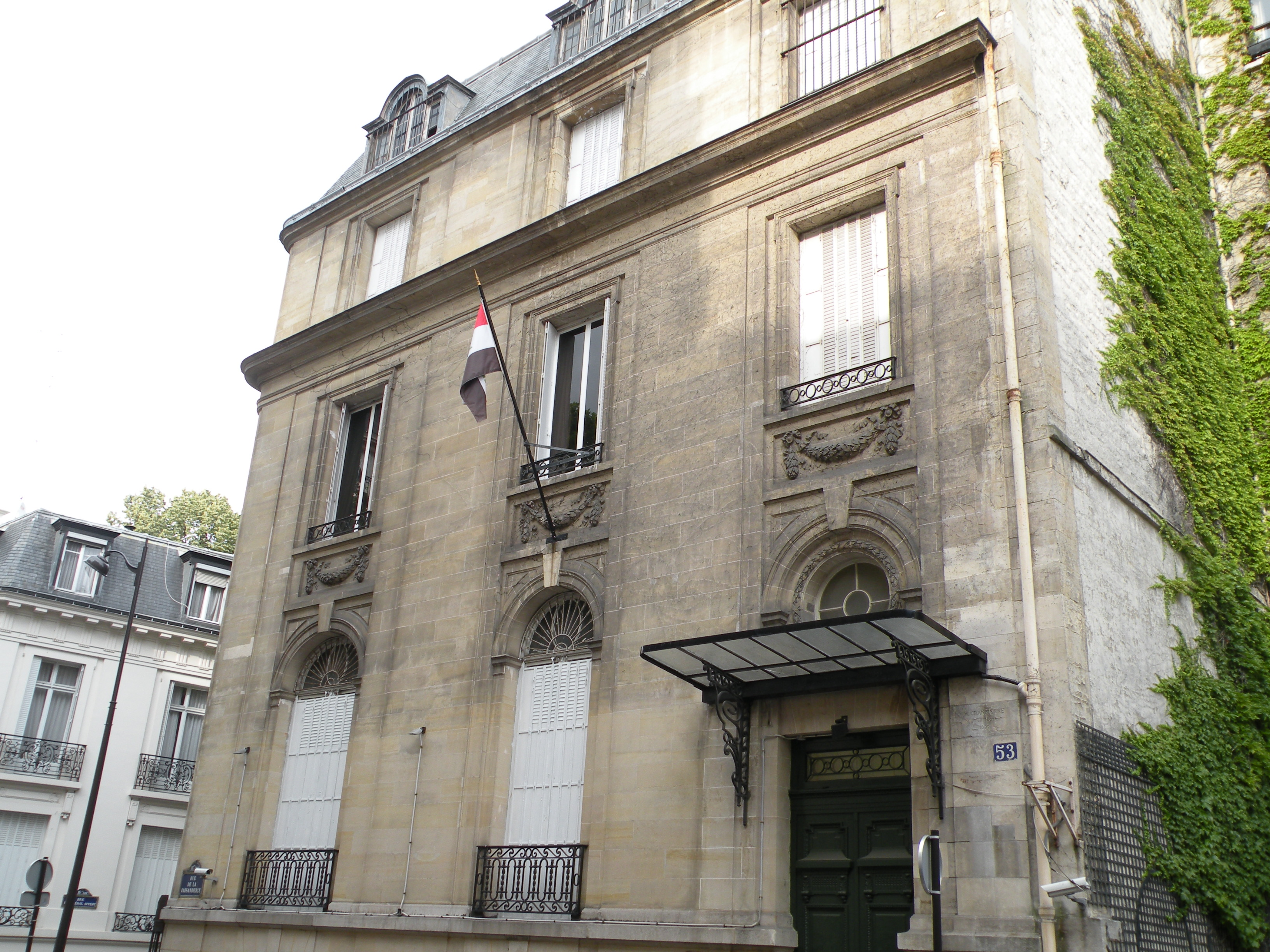
파리 주재 이라크 대사관

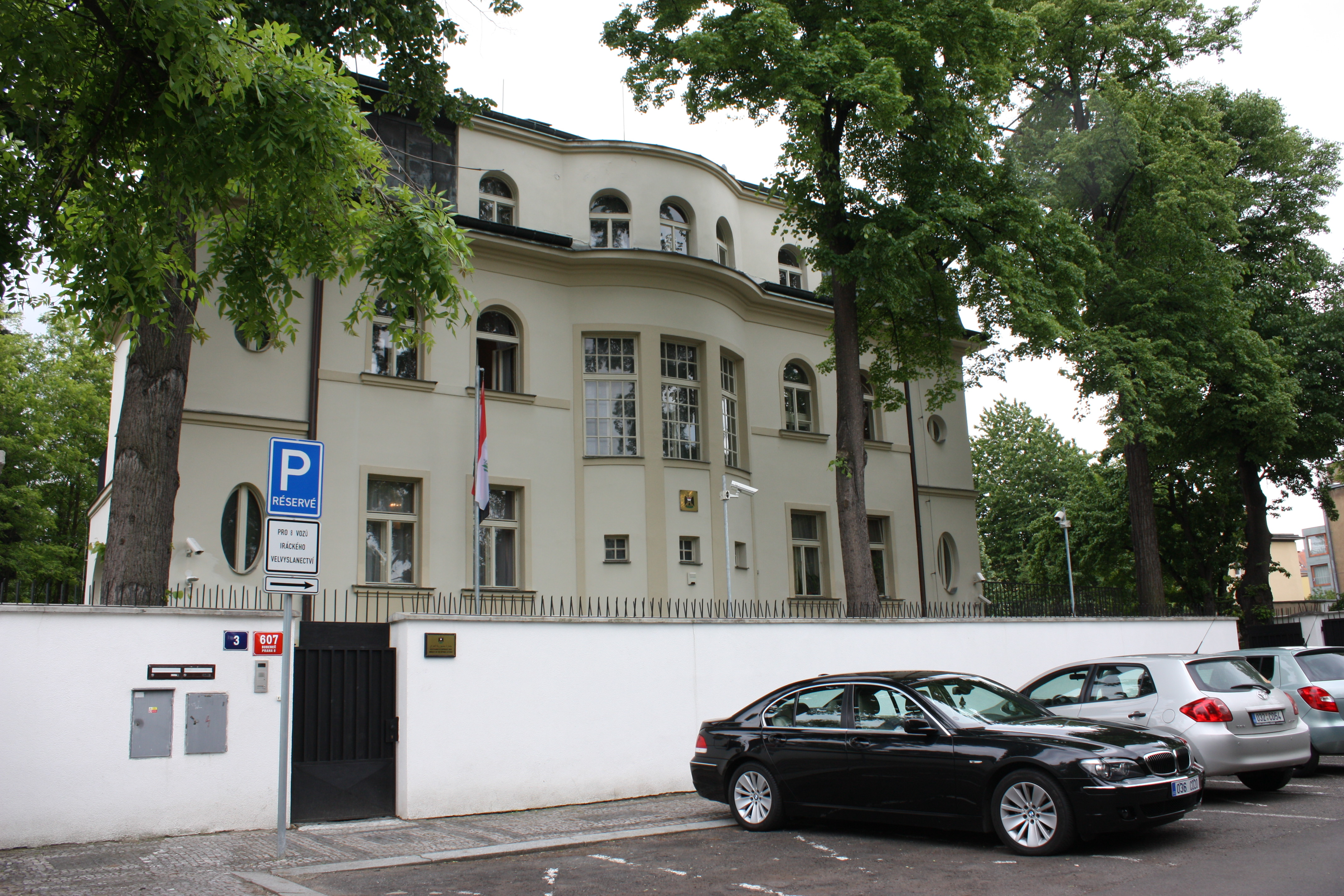
프라하 주재 이라크 대사관

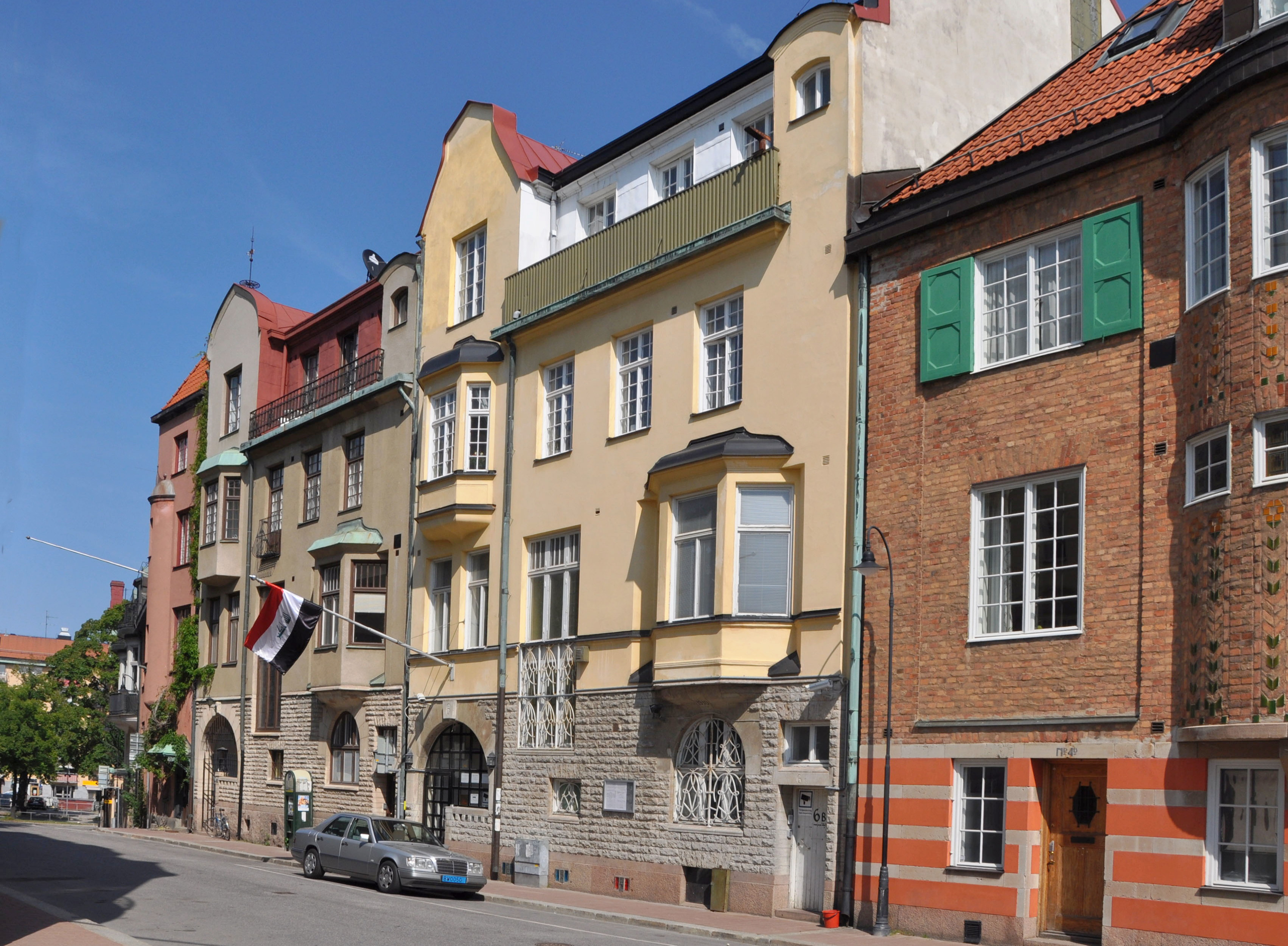
스톡홀름 주재 이라크 대사관

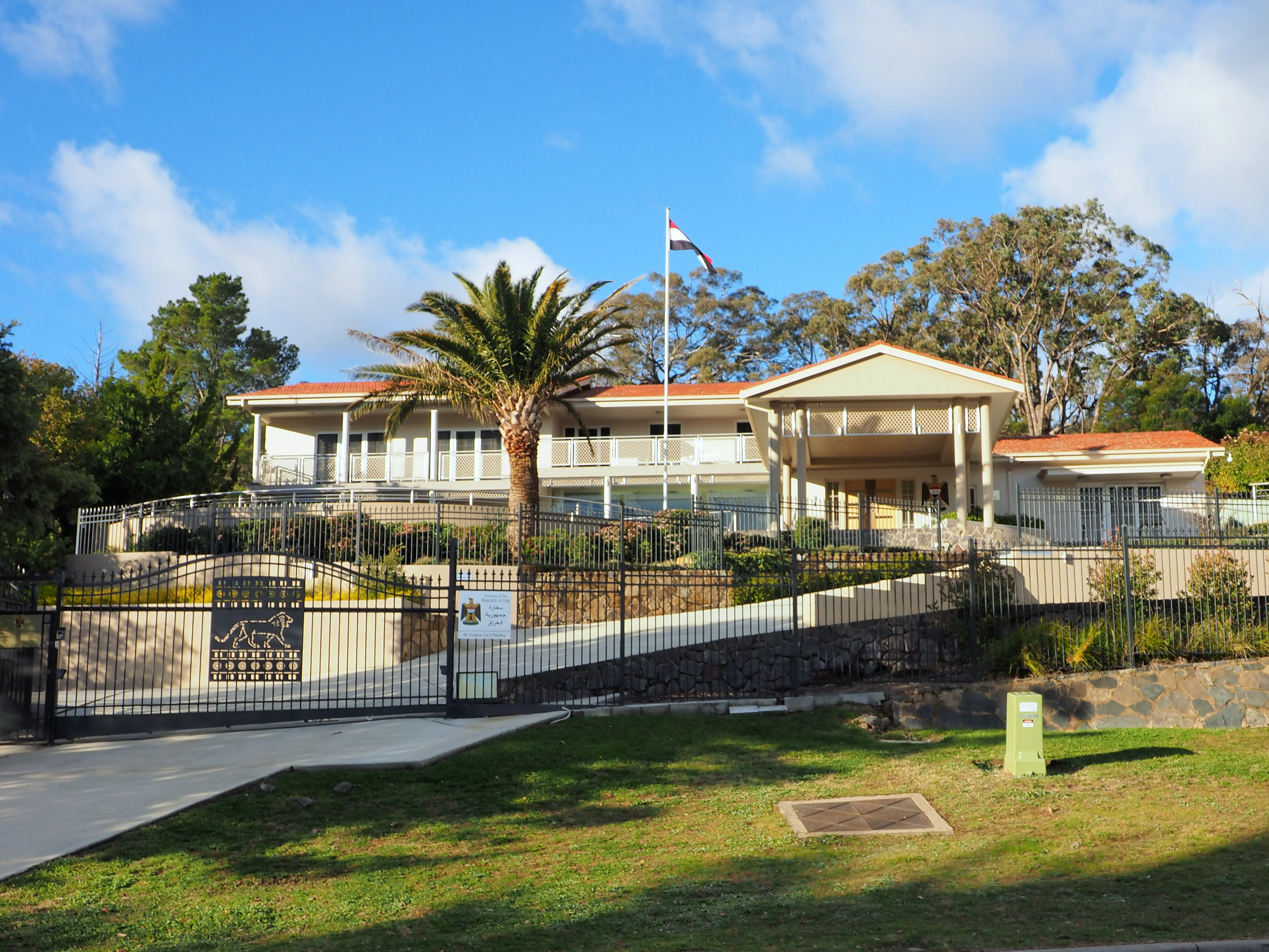
캔버라 주재 이라크 대사관

이라크의 재외공관 목록은 이라크 주재 대사관을 각국에 상주시켜 놓는 것을 의미하며 이라크의 재외공관을 나열한 목록이다.

## 아프리카
- 알제리 : 알제 (대사관)
- 이집트 : 카이로 (대사관)
- 케냐 : 나이로비 (대사관)
- 리비아 : 트리폴리 (대사관)
- 모리타니 : 누악쇼트 (대사관)
- 모로코 : 라바트 (대사관)
- 나이지리아 : 라고스 (대사관)
- 세네갈 : 다카르 (대사관)
- 남아프리카 공화국 : 프리토리아 (대사관)
- 수단 : 하르툼 (대사관)
- 튀니지 : 튀니스 (대사관)

## 아메리카
- 아르헨티나 : 부에노스아이레스 (대사관)
- 브라질 : 브라질리아 (대사관)
- 캐나다 : 오타와 (대사관), 몬트리올 (총영사관)
- 칠레 : 산티아고 (대사관)
- 멕시코 : 멕시코시티 (대사관)
- 미국 : 워싱턴 D.C. (대사관), 디트로이트 (총영사관), 로스앤젤레스 (총영사관)
- 베네수엘라 : 카라카스 (대사관)

## 아시아
- 아프가니스탄 : 카불 (대사관)
- 아르메니아 : 예레반 (대사관)
- 아제르바이잔 : 바쿠 (대사관)
- 바레인 : 마나마 (대사관)
- 방글라데시 : 다카 (대사관)
- 중화인민공화국 : 베이징시 (대사관)
- 조지아 : 트빌리시 (대사관)
- 인도 : 뉴델리 (대사관)
- 인도네시아 : 자카르타 (대사관)
- 이란 : 테헤란 (대사관), 아바즈 (총영사관), 케르만샤 (총영사관), 마슈하드 (총영사관)
- 일본 : 도쿄도 (대사관)
- 요르단 : 암만 (대사관)
- 카자흐스탄 : 아스타나 (대사관)
- 대한민국 : 서울특별시 (대사관)
- 쿠웨이트 : 쿠웨이트시티 (대사관)
- 레바논 : 베이루트 (대사관)
- 말레이시아 : 쿠알라룸푸르 (대사관)
- 오만 : 무스카트 (대사관)
- 파키스탄 : 이슬라마바드 (대사관)
- 필리핀 : 마닐라 (대사관)
- 카타르 : 도하 (대사관)
- 사우디아라비아 : 리야드 (대사관), 지다 (총영사관)
- 스리랑카 : 콜롬보 (대사관)
- 시리아 : 다마스쿠스 (대사관), 알레포 (총영사관)
- 태국 : 방콕 (대사관)
- 튀르키예 : 앙카라 (대사관), 이스탄불 (총영사관)
- 아랍에미리트 : 아부다비 (대사관), 두바이 (총영사관)
- 베트남 : 하노이 (대사관)
- 예멘 : 사나 (대사관)

## 유럽
- 오스트리아 : 빈 (대사관)
- 벨라루스 : 민스크 (대사관)
- 벨기에 : 브뤼셀 (대사관)
- 불가리아 : 소피아 (대사관)
- 체코 : 프라하 (대사관)
- 덴마크 : 코펜하겐 (대사관)
- 핀란드 : 헬싱키 (대사관)
- 프랑스 : 파리 (대사관)
- 독일 : 베를린 (대사관)
- 그리스 : 아테네 (대사관)
- 바티칸 시국 : 로마 (대사관)
- 헝가리 : 부다페스트 (대사관)
- 이탈리아 : 로마 (대사관)
- 네덜란드 : 헤이그 (대사관)
- 노르웨이 : 오슬로 (대사관)
- 폴란드 : 바르샤바 (대사관)
- 포르투갈 : 리스본 (대사관)
- 루마니아 : 부쿠레슈티 (대사관)
- 러시아 : 모스크바 (대사관)
- 세르비아 : 베오그라드 (대사관)
- 슬로바키아 : 브라티슬라바 (대사관)
- 스페인 : 마드리드 (대사관)
- 스웨덴 : 스톡홀름 (대사관)
- 스위스 : 베른 (대사관)
- 우크라이나 : 키예프 (대사관)
- 영국 : 런던 (대사관), 맨체스터 (총영사관)

## 오세아니아
- 오스트레일리아 : 캔버라 (대사관), 시드니 (총영사관)

## 대표부
- UN 이라크 정부 대표부 : 제네바, 뉴욕
- UNESCO 이라크 정부 대표부 : 파리
- 아랍 연맹 이라크 정부 대표부 : 카이로

## 같이 보기
- 이라크의 대외 관계